# Яструбщанська сільська рада
Ястру́бщинська сільська́ ра́да — колишній орган місцевого самоврядування у Глухівському районі Сумської області. Адміністративний центр — село Яструбщина.

## Загальні відомості
- Населення ради: 351 особа (станом на 2001 рік)

## Населені пункти
Сільській раді підпорядковані населені пункти:
- с. Яструбщина
- с. Вишеньки

## Склад ради
Рада складається з 12 депутатів та голови.
- Голова ради: Гончарова Надія Павлівна
- Секретар ради: Гончарова Людмила Петрівна

### Керівний склад попередніх скликань
| Прізвище, ім'я, по батькові | Основні відомості                                                 | Дата обрання | Дата звільнення |
| --------------------------- | ----------------------------------------------------------------- | ------------ | --------------- |
| Гончарова Надія Павлівна    | Сільський голова, 1965 року народження, освіта вища, позапартійна | 26.03.2006   | 31.10.2010      |
| Гончарова Надія Павлівна    | Сільський голова, 1965 року народження, освіта вища, позапартійна | 31.10.2010   |                 |

Примітка: таблиця складена за даними сайту Верховної Ради України